# Cantón de Vizille
El cantón de Vizille era una división administrativa francesa, que estaba situada en el departamento de Isère y la región de Ródano-Alpes.

## Composición
El cantón estaba formado por diecisiete comunas:
- Brié-et-Angonnes
- Champagnier
- Champ-sur-Drac
- Chamrousse
- Jarrie
- Laffrey
- Montchaboud
- Notre-Dame-de-Commiers
- Notre-Dame-de-Mésage
- Saint-Barthélemy-de-Séchilienne
- Saint-Georges-de-Commiers
- Saint-Jean-de-Vaulx
- Saint-Pierre-de-Mésage
- Séchilienne
- Vaulnaveys-le-Bas
- Vaulnaveys-le-Haut
- Vizille

## Supresión del cantón de Vizille
En aplicación del Decreto n.º 2014-180 de 18 de febrero de 2014, el cantón de Vizille fue suprimido el 22 de marzo de 2015 y sus 17 comunas pasaron a formar parte; nueve del nuevo cantón de Oisans-Romanche, seis del nuevo cantón de Le Pont-de-Claix y dos del nuevo cantón de Matheysine-Trièves.